# Suraj Singh
Suraj Shahil Singh (ur. 25 stycznia 1999) – nowozelandzki zapaśnik walczący w stylu wolnym. Zajął piąte miejsce na igrzyskach wspólnoty narodów w 2022. Zdobył pięć medali na mistrzostwach Oceanii w latach 2017 - 2024. Złoty medalista mistrzostw Azji Południowo-Wschodniej w 2025. Mistrz Oceanii juniorów w 2016, 2017, 2018 i 2019 roku.